# 波叶海桐
波叶海桐（学名：Pittosporum undulatifolium）为海桐花科海桐花属下的一个种。

## 扩展阅读
維基物種上的相關：波叶海桐